# اليمين الدستورية

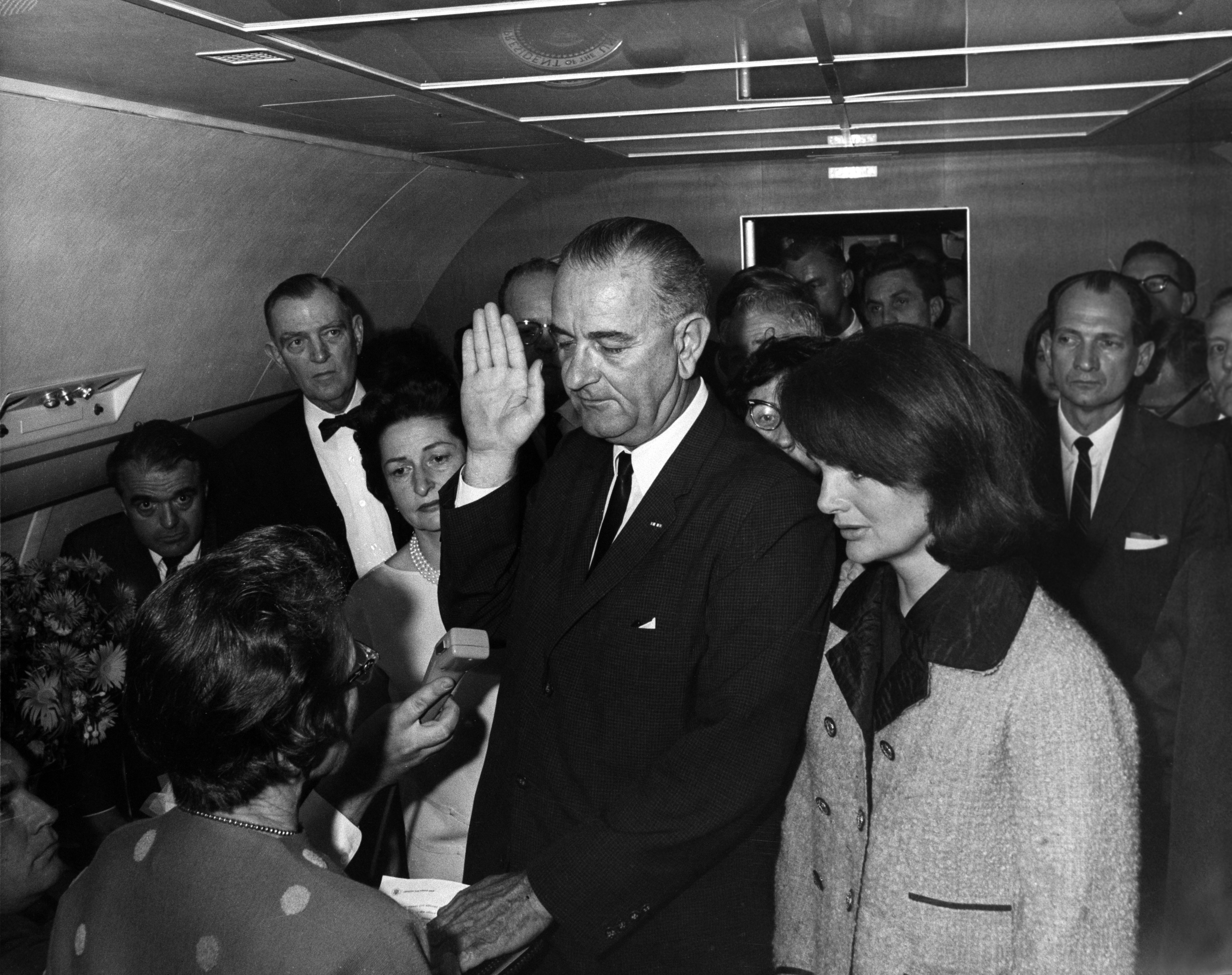

اليمين الدستورية هي مايقوم به رئيس الجمهورية أو الملك أو أعضاء الحكومة (في بعض الدول)في أي دولة عند توليه السلطة وذلك بأن يُقسم أمام البرلمان (في أغلب الأحيان) بأن يحترم دستور البلاد وأن يحافظ على استقلالها وسلامة أراضيها علماً أنه لا يجوز لرئيس الدولة ممارسة مهامه وصلاحياته قبل أدائه لليمين الدستورية ويسمى في هذه الحال «رئيس منتخب» ويبدأ احتساب مدة ولاية الرئيس من تاريخ أدائه لها.

## بعض ما نصت عليه الدساتير في موضوع اليمين الدستورية
- نص الدستور اللبناني في المادة 50 منه: عندما يقبض رئيس الجمهورية على أزمة الحكم عليه أن يحلف أمام البرلمان يمين الإخلاص للأمة والدستور بالنص التالي:«أحلف بالله العظيم أني أحترم دستور الأمة اللبنانية وقوانينها وأحفظ استقلال الوطن اللبناني وسلامة أراضيه»
- نص الدستور السوري في المادة 90 منه: قبل أن يمارس رئيس الجمهورية ولايته يقسم أمام مجلس الشعب القسم الدستوري الوارد في المادة (7)من هذا الدستور.

ونصت المادة (7)آنفة الذكر يكون القسم الدستوري على الشكل التالي:
أقسم بالله العظيم أن أحافظ مخلصاً على النظام الجمهوري الديمقراطي الشعبي وأن أحترم الدستور والقوانين وأن أرعى مصالح الشعب وسلامة الوطن وأن أعمل وأناضل لتحقيق أهداف الأمة العربية في الوحدة والحرية والاشتراكية.
- نص الدستور الأردني في المادة 29 منه: يقسم الملك إثر تبوئه العرش أمام مجلس الأمة الذي يلتئم برئاسة رئيس مجلس الأعيان أن يحافظ على الدستور وأن يخلص للأمة.
- نص الدستور المصري في المادة 79 منه: يؤدى الرئيس أمام مجلس الشعب قبل أن يباشر مهام منصبه اليمين الآتية:

«أقسم بالله العظيم أن أحافظ مخلصا على النظام الجمهوري، وأن احترم الدستور والقانون، وأن أرعى مصالح الشعب رعاية كاملة، وأن أحافظ على استقلال الوطن ووحدة وسلامة أراضيه».
- نص الدستور الجزائري في المادة 75منه: يؤدّي رئيس الجمهورية اليمين أمام الشعب بحضور جميع الهيئات العليا في الأمة، خلال الأسبوع الموالي لانتخابه.

ويباشر مهمته فور أدائه اليمين.